# Barnaszemű lombgébics
A barnaszemű lombgébics vagy Bell-lombgébics (Vireo bellii) a madarak osztályának verébalakúak (Passeriformes) rendjébe és a lombgébicsfélék (Vireonidae) családja tartozó faj.

## Rendszerezése
A fajt John James Audubon amerikai ornitológus írta le 1844-ben.

## Alfajai
- Vireo bellii arizonae Ridgway, 1903
- Vireo bellii bellii Audubon, 1844
- Vireo bellii medius Oberholser, 1903
- Vireo bellii pusillus Coues, 1866[2]

## Előfordulása
Az Amerikai Egyesült Államok, Mexikó, Guatemala, Honduras, Nicaragua és Salvador területén honos.  Természetes élőhelyei a szubtrópusi és trópusi síkvidéki esőerdők és mérsékel övi erdők, valamint cserjések. Vonuló faj.

## Megjelenése
Testhossza 13 centiméter.

## Életmódja
Nagyobb rovarokkal táplálkozik.

## Természetvédelmi helyzete
Nagy területen honos, de egyedszáma csökkenő, ezért a Természetvédelmi Világszövetség Vörös listáján mérsékelten fenyegetett kategóriájában szerepel.